# Phara Anacharsis
Phara Anacharsis (Fort-de-France, 17 dicembre 1983) è una velocista francese.

## Palmarès
| Anno | Manifestazione          | Sede           | Evento      | Risultato | Prestazione | Note             |
| ---- | ----------------------- | -------------- | ----------- | --------- | ----------- | ---------------- |
| 2005 | Europei under 23        | Erfurt         | 4x400 m     | Bronzo    | 3'31"91     |                  |
| 2005 | Giochi del Mediterraneo | Almería        | 400 m piani | Argento   | 52"70       |                  |
| 2005 | Giochi del Mediterraneo | Almería        | 4x400 m     | Argento   | 3'31"86     |                  |
| 2006 | Europei                 | Göteborg       | 4×400 m     | 7ª        | 3'32"38     |                  |
| 2007 | Mondiali                | Osaka          | 4×400 m     | Batteria  | 3'29"87     |                  |
| 2009 | Giochi del Mediterraneo | Pescara        | 400 m hs    | Oro       | 56"66       |                  |
| 2011 | Mondiali                | Taegu          | 4×400 m     | Batteria  | 3'28"02     |                  |
| 2012 | Europei                 | Helsinki       | 4x400 m     | Argento   | 3'25"49     |                  |
| 2012 | Giochi olimpici         | Londra         | 4×400 m     | 5ª        | 3'25"92     |                  |
| 2013 | Europei indoor          | Göteborg       | 4×400 m     | 4ª        | 3'28"71     | Record nazionale |
| 2013 | Mondiali                | Mosca          | 400 m hs    | Batteria  | 56"73       |                  |
| 2013 | Mondiali                | Mosca          | 4×400 m     | Bronzo    | 3'24"21     |                  |
| 2014 | Europei                 | Zurigo         | 4×400 m     | Oro       | 3'24"27     |                  |
| 2016 | Europei                 | Amsterdam      | 4×400 m     | Argento   | 3'25"96     |                  |
| 2016 | Giochi olimpici         | Rio de Janeiro | 400 m hs    | Batteria  | 56"64       |                  |
| 2016 | Giochi olimpici         | Rio de Janeiro | 4×400 m     | Batteria  | 3'26"18     |                  |